# Myristica inopinata
Myristica inopinata är en tvåhjärtbladig växtart som beskrevs av James Sinclair.
Myristica inopinata ingår i släktet Myristica och familjen Myristicaceae. Inga underarter finns listade i Catalogue of Life.